# Aradus concinnus
Aradus concinnus är en insektsart som beskrevs av Ernst Evald Bergroth 1892. Aradus concinnus ingår i släktet Aradus och familjen barkskinnbaggar. Inga underarter finns listade i Catalogue of Life.